# Edward Byles Cowell
Pour les articles homonymes, voir Myles et Cowell.
Edward Byles Cowell (23 janvier 1826 - 9 février 1903) est un traducteur renommé de poésie persane et le premier professeur de sanskrit à l'Université de Cambridge . 

## Biographie
Cowell est né à Ipswich, fils de Charles Cowell et de Marianne Byles . Elizabeth « Beth » Cowell, la peintre, est sa sœur .
Il s'intéresse aux langues orientales à l'âge de quinze ans, lorsqu'il trouve un exemplaire des œuvres de Sir William Jones (notamment sa Persian Grammar) dans la bibliothèque publique. Autodidacte, il commence à traduire et publier Hafez dans l'année.
À la mort de son père en 1842, il reprend l'affaire familiale. Il se marie en 1845 et, en 1850, entre au Magdalen College d'Oxford, où il étudie et catalogue les manuscrits persans pour la Bibliothèque Bodléienne. De 1856 à 1867, il vit à Calcutta en tant que professeur d'histoire anglaise au Presidence College. Il est également directeur du Sanskrit College de 1858 à 1864 . Cette année-là, il découvre un manuscrit des quatrains d'Omar Khayyam dans la bibliothèque de l'Asiatic Society et en envoie une copie à Londres pour son ami et élève, Edward Fitzgerald, qui produit alors les célèbres traductions anglaises (le Rubaiyat d'Omar Khayyam, 1859). Il publie également, non signé, une introduction à Khayyám avec des traductions de trente quatrains dans la Calcutta Review (1858).
Après avoir étudié l'hindoustani, le Bengali et le Sanskrit avec des érudits indiens, il retourne en Angleterre pour occuper le poste de premier professeur de sanskrit à Cambridge. Il est professeur de 1867 jusqu'à sa mort en 1903 . Il est nommé membre honoraire de la Société orientale allemande (DMG) en 1895, reçoit la première médaille d'or de la Royal Asiatic Society en 1898 et, en 1902, devient membre fondateur de la British Academy.
En 1904, Macmillan publie Life and Letters of Edward Byles Cowell: Professor of Sanskrit at Cambridge, 1867–1903 par son cousin George Cowell .

## Œuvres choisies
- « The Mesnavi of Jelaleddin Rumi », The Gentleman’s Magazine, no NS 30,‎ 1848, p. 39–46, 148–52
- « Persian Cuneiform Inscriptions and Persian Ballads », Westminster and Foreign Quarterly Review, no 53,‎ 1850, p. 38–56
- « Omar Khayyam, the Astronomer Poet of Persia », Calcutta Review, no 30,‎ 1858, p. 149–62
- « Gyges' Ring in Plato and Nizami », J(R)ASB, vol. 3, no 2,‎ 1861, p. 151–57
- An Inaugural Lecture, delivered October 23, 1867, Londres ; Cambridge, Macmillan & Co., 1867
- « Two Kasídahs of the Persian Poet Anwarí »  (avec EH Palmer), The Journal of Philology, vol. 4, no 7,‎ 1872, p. 1–47
- « Buddhist Mahâyâna Texts. Part 1. The Buddha-karita of Asvaghosha, translated from the Sanskrit », dans Sacred Books of the East, vol. 49, Oxford University Press, 1894
- The Jātaka or Stories of the Buddha's Former Births, vol. 1-6, Cambridge University Press, 1895 (lire en ligne)